# Bình Dư
Bình Dư (chữ Hán giản thể: 平舆县, Hán Việt: Bình Dư huyện) là một huyện của địa cấp thị Trú Mã Điếm, tỉnh Hà Nam, Cộng hòa Nhân dân Trung Hoa. Huyện này có diện tích 1285 km2, dân số năm 2002 là 940.000 triệu người, huyện lỵ tại trấn Cổ Hoè. Huyện này được chia ra thành các đơn vị hành chính gồm 6 trấn, 12 hương. 
- Trấn: Cổ Hoè, Dương 埠, Đông Hoà Điếm, Tây Dương Điếm, Miếu Loan và Xạ Kiều.
- Hương: Tân Điếm, Vạn Kim Điếm, Lý Truân, Quách Lâu, Đông Hoàng Miếu, Cao Dương Đíem, Ngọc Điếm, Thập Tự Lộ, Lão Vương Cương, Vạn Trủng, Hậu Lưu và Song Miếu.

==Tham khảo==